# Метод Лагранжа (теорія квадратичних форм)
Метод Лагранжа — метод зведення квадратичної форми до канонічного виду.

## Опис
Метод полягає в послідовному виділенні в квадратичній формі повних квадратів. Нехай нам дана квадратична форма:
{\displaystyle \sum _{i=1}^{n}\sum _{j=1}^{n}a_{ij}x_{i}x_{j}}
Можливі два випадки:
1. хоча б один з коефіцієнтів {\displaystyle a_{ii}} біля квадратів відмінний від нуля. Не порушуючи загальності, будемо вважати що {\displaystyle a_{11}\neq 0} (чого можна добитись перестановкою змінних);
2. Всі коефіцієнти {\displaystyle a_{ii}=0,i={\overline {1,n}}} (квадратична форма вироджена), але є коефіцієнт {\displaystyle a_{ij},i\neq j}, відмінний від нуля (нехай {\displaystyle a_{12}\neq 0}).

В першому випадку перетворюємо квадратичну форму таким чином:
{\displaystyle f(x_{1},x_{2},...,x_{n})=(a_{11}x_{1}^{2}+2a_{12}x_{1}x_{2}+...+2a_{1n}x_{1}x_{n})+f_{1}(x_{2},x_{3},...,x_{n})=}
{\displaystyle ={\frac {1}{a_{11}}}(a_{11}x_{1}+a_{12}x_{2}+...+a_{1n}x_{n})^{2}-{\frac {1}{a_{11}}}(a_{12}x_{2}+...+a_{1n}x_{n})^{2}+f_{1}(x_{2},x_{3},...,x_{n})=}
{\displaystyle ={\frac {1}{a_{11}}}y_{1}^{2}+f_{2}(x_{2},x_{3},...,x_{n})}, де
{\displaystyle ~y_{1}=a_{11}x_{1}+a_{12}x_{2}+...+a_{1n}x_{n}}, а через {\displaystyle ~f_{2}(x_{2},x_{3},...,x_{n})} позначені решта доданків.
{\displaystyle ~f_{2}(x_{2},...,x_{n})} являє собою квадратичну форму від n-1 змінних {\displaystyle ~x_{2},x_{3},...,x_{n}}.
Її перетворюють аналогічно, і так далі.
Варто зауважити, що {\displaystyle y_{1}={\frac {1}{2}}{\frac {\partial f}{\partial x_{1}}}}
Інший випадок заміною змінних {\displaystyle ~x_{1}=y_{1}+y_{2},x_{2}=y_{1}-y_{2},x_{3}=y_{3},...,x_{n}=y_{n}} зводиться до першого.